# Karl Glaser (Politiker, 1826)
Karl Hermann Glaser (* 26. Juli 1826 in Kusel; † 14. Februar 1888 in Wiesbaden) war ein deutscher Kaufmann und Mitglied des Provinziallandtages der Provinz Hessen-Nassau sowie Präsident der IHK Wiesbaden.

## Leben
Karl Glaser wurde als Sohn des Kaufmanns und Apothekers Gottfried Glaser (1783–1860) und dessen Ehefrau Katharine Schulz (1799–1872) geboren. 1853 erhielt er in Wiesbaden das Bürgerrecht und heiratete dort am 3. August 1854 Amalie Dambmann (1829–1890).
1860 übernahm er die elterliche Material- und Farbwarenhandlung, betätigte sich politisch und war von 1862 bis 1888 Mitglied des Wiesbadener Bürgerausschusses. 1865 gehörte er zu den Gründungsmitgliedern der Handelskammer Wiesbaden und war von 1876 bis 1882 stellvertretender Präsident und anschließend bis 1887 Präsident.
Von 1869 bis 1871 hatte er als Nachfolger von Carl Scholz ein Mandat für den nassauischen Kommunallandtages des preußischen Regierungsbezirks Wiesbaden bzw. für den Provinziallandtag der Provinz Hessen-Nassau. Dort war er Mitglied des ständigen Verwaltungsausschusses.
Glaser machte sich bis 1871 um die Neuorganisation von der Nassauischen Landesbank und der Nassauischen Sparkasse verdient. Diese Institutionen waren aus der Herzoglich Nassauischen Landescreditkasse hervorgegangen und fortan in der Gewährträgerschaft des kommunalständischen Verbandes.

## Ehrungen
- 1871 Ehrenamt des „Stadtvorstehers“[1].